# Музей воды в Йезде

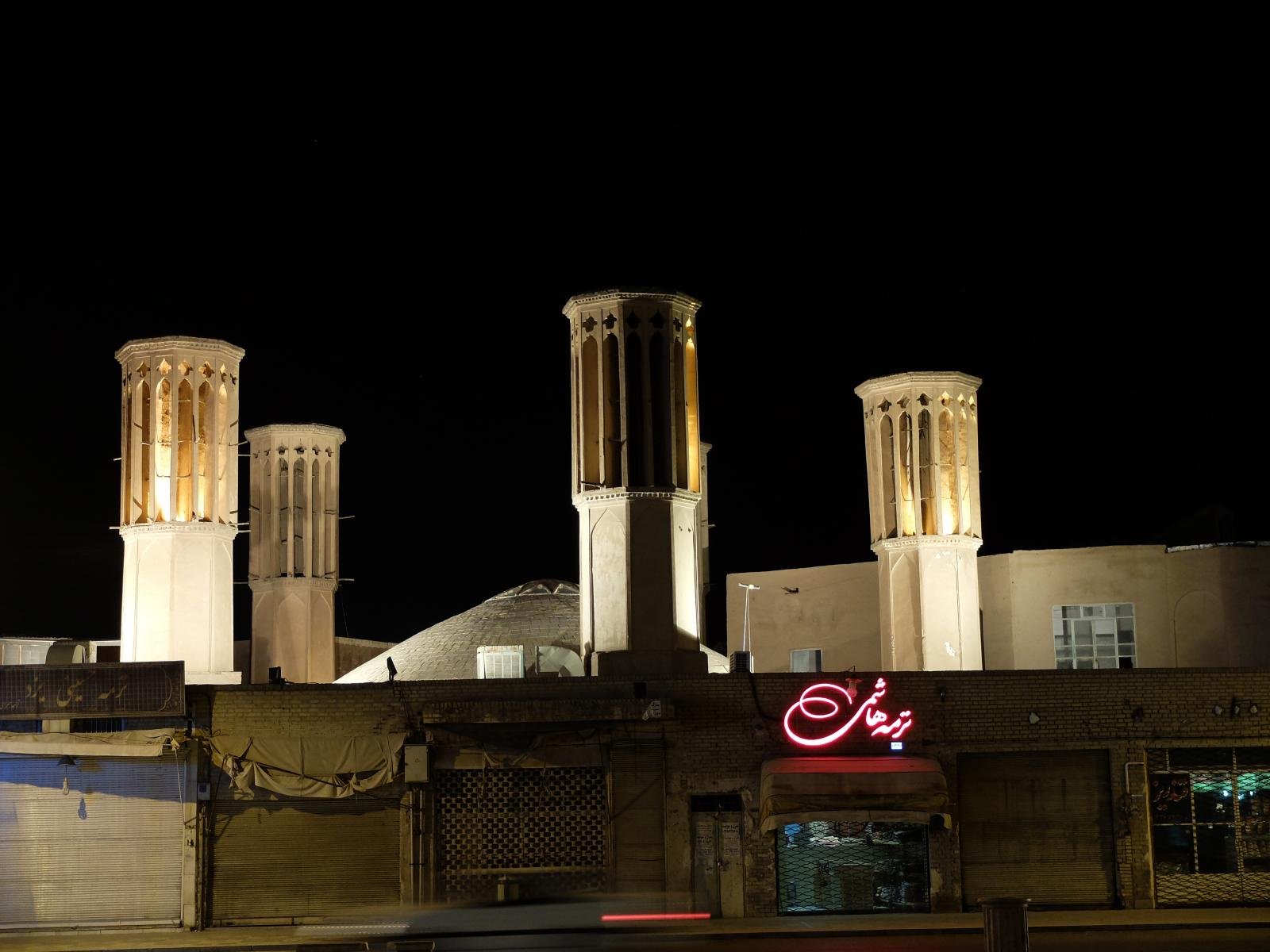
Иран, Йезд

Музей воды (перс. موزه آب یزد‎; англ. Yazd Water Museum) — музей в городе Йезд, Иран. Находится в роскошном родовом имении семейства Колахдуз, построенном в 1929 году.

## Причины создания
Провинция Йезд находится в одном из самых сухих мест Ирана, почти всю её территорию занимает зона пустынь и полупустынь. В провинции Йезд (наряду с провинциями Хорасан-Резави, Керман и Исфахан) существуют персидские кяризы, датирующиеся тремя тысячелетиями до нашей эры. Весь комплекс персидских кяризов в 2016 году был зарегистрирован как объект всемирного наследия ЮНЕСКО (по двум критериям: уникальный объект культурной традиции и выдающийся пример технологического ансамбля).
Главная цель музея воды — объяснить смысл и принцип работы кяризов (каналов).

## Кяриз
Кяриз (перс. کاریز‎) или канат (перс. قنات‎) — традиционная гидротехническая система, расположенная под землей. Совмещает систему орошения и водопровод. За всю историю в Иране было построено около 50 тыс. кяризов, из которых 37 тыс. остаются в эксплуатации на сегодняшний день. Принцип иранского кяриза был изобретен ещё до того, как римляне придумали акведуки.
В провинции Йезд находится одна из самых крупных в Иране систем кяризов. Почти все канаты Йезда очень крупные — в них может поместиться взрослый человек средней комплекции.
Уникальность системы кяриза состоит в том, что с помощью такого сооружения чистая вода добывается с большой глубины. Это происходит с помощью сложной системы подземных галерей и вертикальных колодцев, которые выводят воду на поверхность земли.
Данный метод получения воды впоследствии был заимствован многими народами — на данный момент кяризы также существуют в Афганистане, Азербайджане, Туркменистане, Алжире и Ливии.
В Иране кяризы строились в основном на деньги городских жителей. Зажиточные люди заказывали строительство кяриза только для себя и своей семьи. Простые люди рассчитывали необходимую сумму денег и решали, кому сколько воды надо — именно от этого зависела сумма, которую должен был заплатить представитель каждой семьи.

## Музей
Музей воды был создан в 2000 году после первой международной конференции в Йезде, посвященной теме кяризов.
Экспонаты музея воды в красках иллюстрируют сложную систему кяризов, используемую для получения чистой грунтовой воды. Вода из кяриза хранится в специальных хранилищах (перс. انبار آب‎), которые обычно располагаются рядом с конструкцией, напоминающей ветряную мельницу (перс. بادگیر‎) для того, чтобы вода сохранялась холодной.
В постоянной экспозиции музея имеется огромное количество инструментов, необходимых для постройки и чистки кяризов: кирки, лопаты, светильники, головные уборы рабочих, мешки, специальные вороты для спуска и подъёма строителей и грунта. Некоторым из этих приборов уже более четырёх тысяч лет. Также тут есть множество документов о владении водой: некоторые кяризы были собственностью богатых людей или их семей; на другие собирали деньги простые люди: создавались специальные списки, в которых было сказано, кто и сколько денег внес — от этого зависело, сколько воды из данного кяриза человек может использовать.
Непосредственно под музеем находится один из самых больших в Йезде кяризов и один стандартного размера. К ним можно подойти по специальной лестнице.